# Koppenbergcross

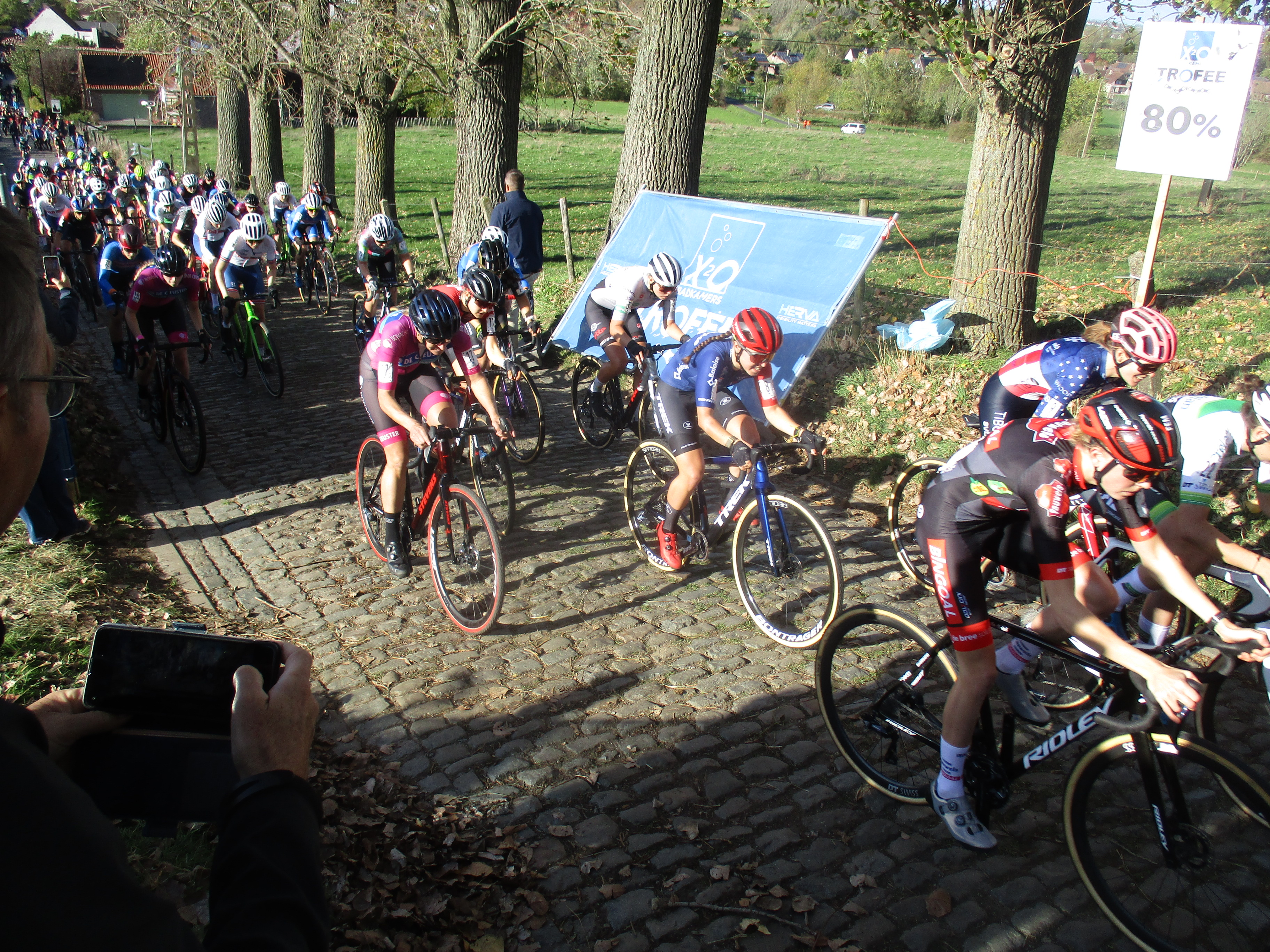
Start des Rennens auf der Kopfstein-Steigung des Koppenbergs.

Das Koppenbergcross ist ein belgisches Cyclocrossrennen. Der Wettbewerb wird im Dorf Melden bei Oudenaarde in Belgien ausgetragen, üblicherweise am 1. November. Er gehört zu den prestigeträchtigsten Cyclocrossrennen des Landes. Benannt ist das Rennen nach dem Koppenberg, der auch durch die Flandern-Rundfahrt berühmt geworden ist.

## Geschichte
Erstmals wurde 1988 ein Cyclocrossrennen in Oudenaarde ausgetragen, allerdings noch nicht am Koppenberg, wohin das Rennen 1990 verlegt wurde. Der steile Kopfstein-Anstieg des Koppenbergs bildet den Start des Rennens und wird anschließend einmal pro Runde passiert, die Ziellinie befindet sich am oberen Ende der Steigung. Der Rest des Rennens spielt sich auf den Feldern am Hang unterhalb der Straße ab. Seit 1999 findet der Koppenbergcross an Allerheiligen (1. November) statt, also an einem Feiertag meist mitten in der Woche. Dies führt in den letzten Jahren immer wieder zu ungünstiger Konkurrenz mit den Europameisterschaften, die ihren Termin am ersten November-Wochenende haben.
Eine Reihe von Jahren trug der Koppenbergcross den Beinamen GP Willy Naessens nach einem Unternehmen, welches das Rennen sponserte. Das Frauenrennen trägt seit 2021 den Namen von Jolien Verschueren, der zweimaligen Gewinnerin, die erst 31-jährig an Krebs verstorben war. Ein Frauenrennen gab es erstmals 2002, seit 2009 gehört es fest zum Programm. Es war 2014 das erste bedeutende Cyclocrossrennen in Europa, welches Frauen das gleiche Preisgeld wie Männern zahlte.
Seit 2002 zählt der Koppenbergcross zur X²O Trofee bzw. deren Vorgängern, und seit 2018 eröffnet er diese Serie. Rekordsieger bei den Männern mit neun Erfolgen ist der Belgier Sven Nys, bei den Frauen mit vier Siegen Helen Wyman.

## Siegerliste

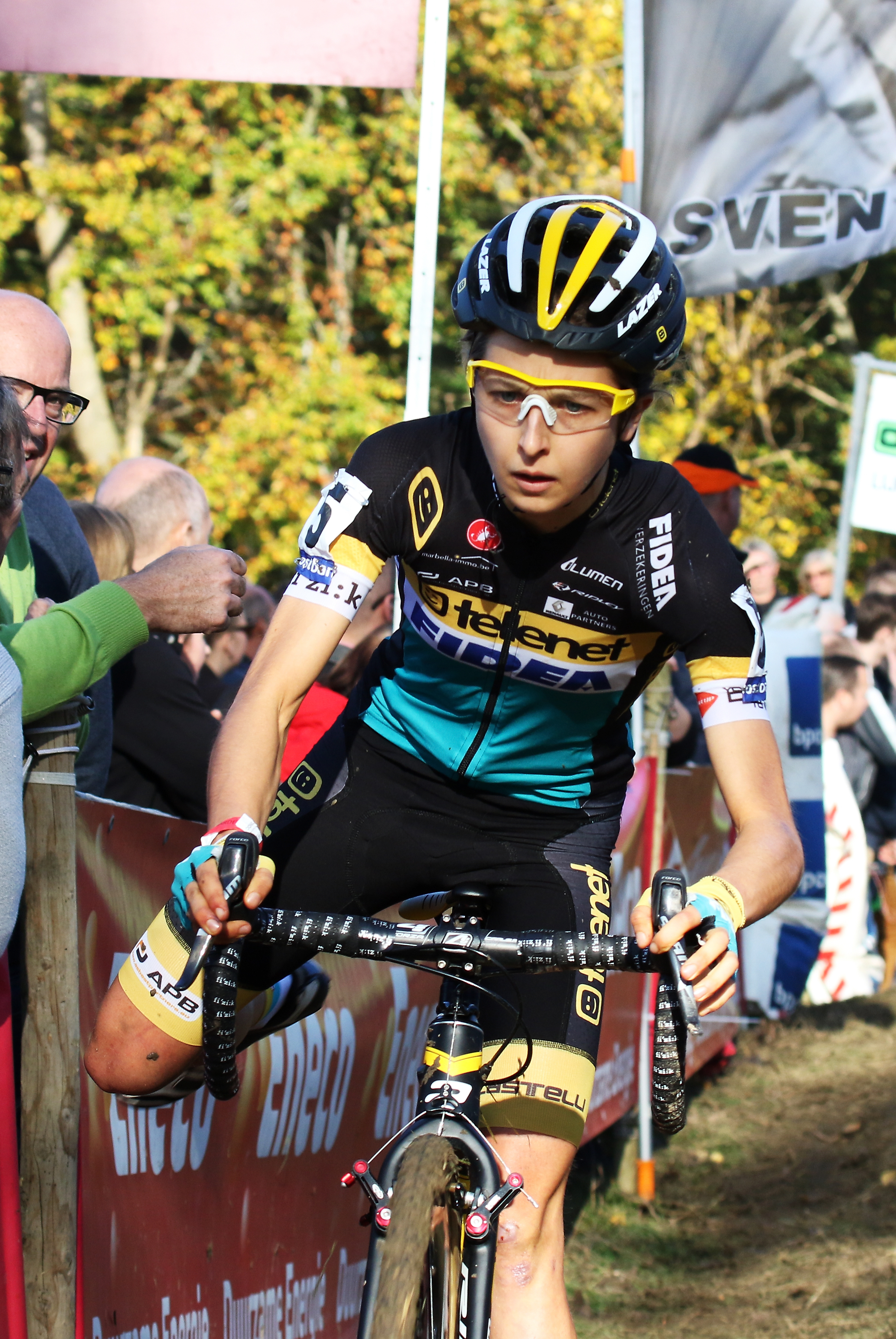
Jolien Verschueren, hier beim Koppenbergcross 2015, gewann das Rennen zweimal; das Frauenrennen heißt nunmehr nach ihr Grand Prix Jolien Verschueren.

### Männer
- 1988:  Rudy Thielemans
- 1989:  Rudy Thielemans
- 1990:  Chris David
- 1991:  Peter Van Den Abeele
- 1992:  Pavel Camrda
- 1993–1995: nicht ausgetragen
- 1996:  Mario Lammens
- 1997:  Peter Van Den Abeele
- 1998:  Bart Wellens
- 1999 (Jan):  Peter Van Den Abeele
- 1999 (Nov):  Mario De Clercq
- 2000:  Mario De Clercq
- 2001:  Sven Nys
- 2002:  Richard Groenendaal
- 2003:  Bart Wellens
- 2004:  Sven Nys
- 2005:  Sven Nys
- 2006:  Sven Nys
- 2007:  Sven Nys
- 2008:  Sven Nys
- 2009:  Sven Nys
- 2010:  Sven Nys
- 2011:  Kevin Pauwels
- 2012:  Sven Nys
- 2013:  Tom Meeusen
- 2014:  Wout van Aert
- 2015:  Wout van Aert
- 2016:  Wout van Aert
- 2017:  Mathieu van der Poel
- 2018:  Toon Aerts
- 2019:  Eli Iserbyt
- 2020:  Eli Iserbyt
- 2021:  Eli Iserbyt
- 2022:  Lars van der Haar
- 2023:  Thibau Nys
- 2024:  Lars van der Haar

### Frauen
- 2002:  Laurence Leboucher
- 2003–2004: nicht ausgetragen
- 2005:  Daphny van den Brand
- 2006:  Marianne Vos
- 2007:  Daphny van den Brand
- 2008: nicht ausgetragen
- 2009:  Pavla Havlíková
- 2010:  Helen Wyman
- 2011:  Sanne van Paassen
- 2012:  Helen Wyman
- 2013:  Helen Wyman
- 2014:  Sophie de Boer
- 2015:  Jolien Verschueren
- 2016:  Jolien Verschueren
- 2017:  Helen Wyman
- 2018:  Kim Van de Steene
- 2019:  Yara Kastelijn
- 2020:  Annemarie Worst
- 2021:  Clara Honsinger
- 2022:  Fem van Empel
- 2023:  Fem van Empel
- 2024:  Fem van Empel